# Десятилетие (деревня)
Десятиле́тие — деревня в Чебаркульском районе Челябинской области. Входит в состав Сарафановского сельского поселения.

## География
Расстояние до расположенной на юго-западе деревни Сарафаново составляет примерно 2 км.

## Население
| 2002 | 2010 |
| ---- | ---- |
| 291  | ↗321 |

### Половой состав
По данным Всероссийской переписи, в 2010 году численность населения деревни составляла 321 человек (160 мужчин и 161 женщина).

## Улицы
| - ул. Заречная, - ул. Земляничная поляна, - ул. Лесная, - ул. Луговая, | - ул. Минская, - ул. Первых Коммунаров, - ул. Тимирязева. |